# Bešornerija
Bešornerija (lat. Beschorneria), rod sukulentnih vazdazelenih trajnica iz porodice šparogovki, dio je potporodice saburovki. Potoji osam vrsta koje su raširene po Meksiku i Srednjoj Americi
Po životnom obliku su hamefiti, nanofanerofiti i hemikriptofiti.

## Vrste
1. Beschorneria albiflora Matuda
2. Beschorneria calcicola García-Mend.
3. Beschorneria dubia Carrière
4. Beschorneria rigida Rose
5. Beschorneria septentrionalis García-Mend.
6. Beschorneria tubiflora (Kunth & C.D.Bouché) Kunth
7. Beschorneria wrightii Hook.f.
8. Beschorneria yuccoides K.Koch